# Alfred Cumming (Politiker)

Alfred Cumming

Alfred Cumming (* 4. September 1802 in Augusta, Georgia; † 9. Oktober 1873 ebenda) war ein US-amerikanischer Politiker (Demokratische Partei).

## Leben
Alfred Cumming war als Marketender während des Mexikanisch-Amerikanischen Kriegs von Zachary Taylor und später bei der Jefferson Barracks Military Post in Missouri tätig. Ferner war er als Superintendent bei der Upper Missouri Indian Superintendency tätig und Bürgermeister von Augusta.
Wegen Gerüchten über angebliche Abspaltungsbestrebungen der Mormonen sandte Präsident James Buchanan im Jahr 1857 die Armee aus, um Brigham Young gewaltsam als Gouverneur des Utah-Territoriums abzusetzen und durch Alfred Cumming zu ersetzen. Die daraus resultierende Auseinandersetzung ist als Utah-Krieg bekannt. Der Konflikt bedeutete das Ende von Brigham Youngs Tätigkeit als Gouverneur im April 1858. Seit dieser Zeit sind in Utah kirchliche und politische Führung nicht mehr in denselben Händen gewesen. Cumming bekleidete das Amt bis 1861 und kehrte anschließend nach Washington, D.C. zurück.
Seine Ehefrau starb 1867. Er war der Bruder von Henry Harford Cumming (1799–1866) und der Onkel des Brigadegenerals Alfred Cumming.